# Lindernia monticola
Lindernia monticola är en tvåhjärtbladig växtart som beskrevs av Henry Ernest Muhlenberg och Thomas Nuttall. Lindernia monticola ingår i släktet Lindernia och familjen Linderniaceae. Inga underarter finns listade i Catalogue of Life.